# Wiesbadener Kreuz
L'échangeur de la Wiesbadener Kreuz (« Croix de Wiesbaden ») est un nœud autoroutier, en forme de trèfle, situé à quelques kilomètres à l'ouest de la capitale de la Hesse, Wiesbaden, en Allemagne.

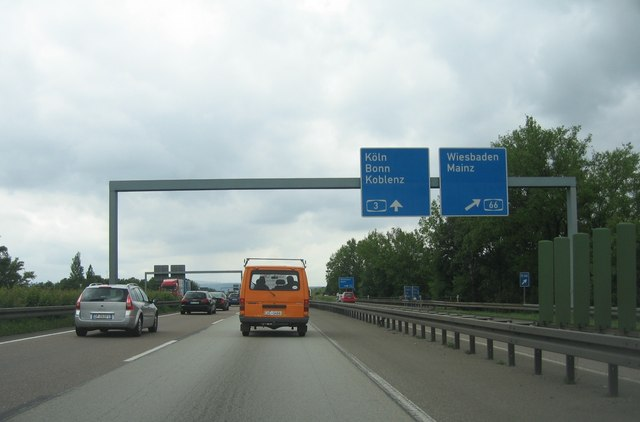
L'A3 en direction de Cologne.

Cet important point de jonction des transits est-ouest et nord-sud de l'Allemagne sert d'une part de croisement entre l'autoroute A3 (reliant les Pays-Bas au sud-est de l'Allemagne et l'Autriche) et l'autoroute A66 (reliant la Rheingau via Francfort-sur-le-Main à Fulda). Un embranchement à gare centrale de Wiesbaden de LGV Cologne - Francfort trouve sous la croix.
Il est connu pour son trafic intense et, à certains moments, malgré des aménagements récents, ses embouteillages majeurs. C'est un des plus importants échangeurs de Hesse avec environ 210 000 passages de véhicules par jour.